# High On Life (песня)
«High On Life» — песня нидерландского диджея и музыкального продюсера Мартина Гаррикса, записанная при участии вокалиста Bonn. Песня была выпущена 29 июля 2018 года на лейбле STMPD RCRDS.

## История
Впервые сингл «High On Life» прозвучал 22 июля 2018 года во время выступления Мартина на музыкальном фестивале Tomorrowland.
27 июля Мартин заявил, что сингл будет доступен во время его выступления во втором уик-энде Tomorrowland, то есть 30 июля 2018 года.

## Список композиций
| №  | Название       | Автор(ы)       | Продюсер       | Длительность |
| -- | -------------- | -------------- | -------------- | ------------ |
| 1. | «High On Life» | Мартин Гаррикс | Мартин Гаррикс | 3:49         |

## Чарты
| Чарт (2018)                                | Пиковая позиция |
| ------------------------------------------ | --------------- |
| Australia (ARIA)                           | 59              |
| Австрия (Ö3 Austria Top 40)                | 52              |
| Бельгия/Фландрия (Ultratip Bubbling Under) | 1               |
| Бельгия/Валлония (Ultratip Bubbling Under) | 1               |
| Канада (Billboard Canadian Hot 100)        | 82              |
| Чехия (Singles Digitál Top 100)            | 45              |
| Германия (GfK)                             | 66              |
| Венгрия (Single Top 40)                    | 31              |
| Венгрия (Stream Top 40)                    | 38              |
| Ireland (IRMA)                             | 65              |
| Нидерланды (Dutch Top 40)                  | 21              |
| Нидерланды (Single Top 100)                | 28              |
| New Zealand Hot Singles (RMNZ)             | 11              |
| Португалия (AFP)                           | 94              |
| Словакия (Singles Digitál Top 100)         | 35              |
| Sweden (Sverigetopplistan)                 | 36              |
| Швейцария (Schweizer Hitparade)            | 45              |
| США (Billboard Hot Dance/Electronic Songs) | 16              |